# Guerrillero Heroico
Guerrillero Heroico est un portrait photographique d'Ernesto Guevara réalisé par Alberto Korda le 5 mars 1960 à La Havane, alors que le Che assistait à l'enterrement des victimes de l'explosion du cargo français La Coubre. Il s'agit de l'une des photographies les plus renommées du XXe siècle, le cliché étant devenu un symbole de la révolte, voire de la révolution.

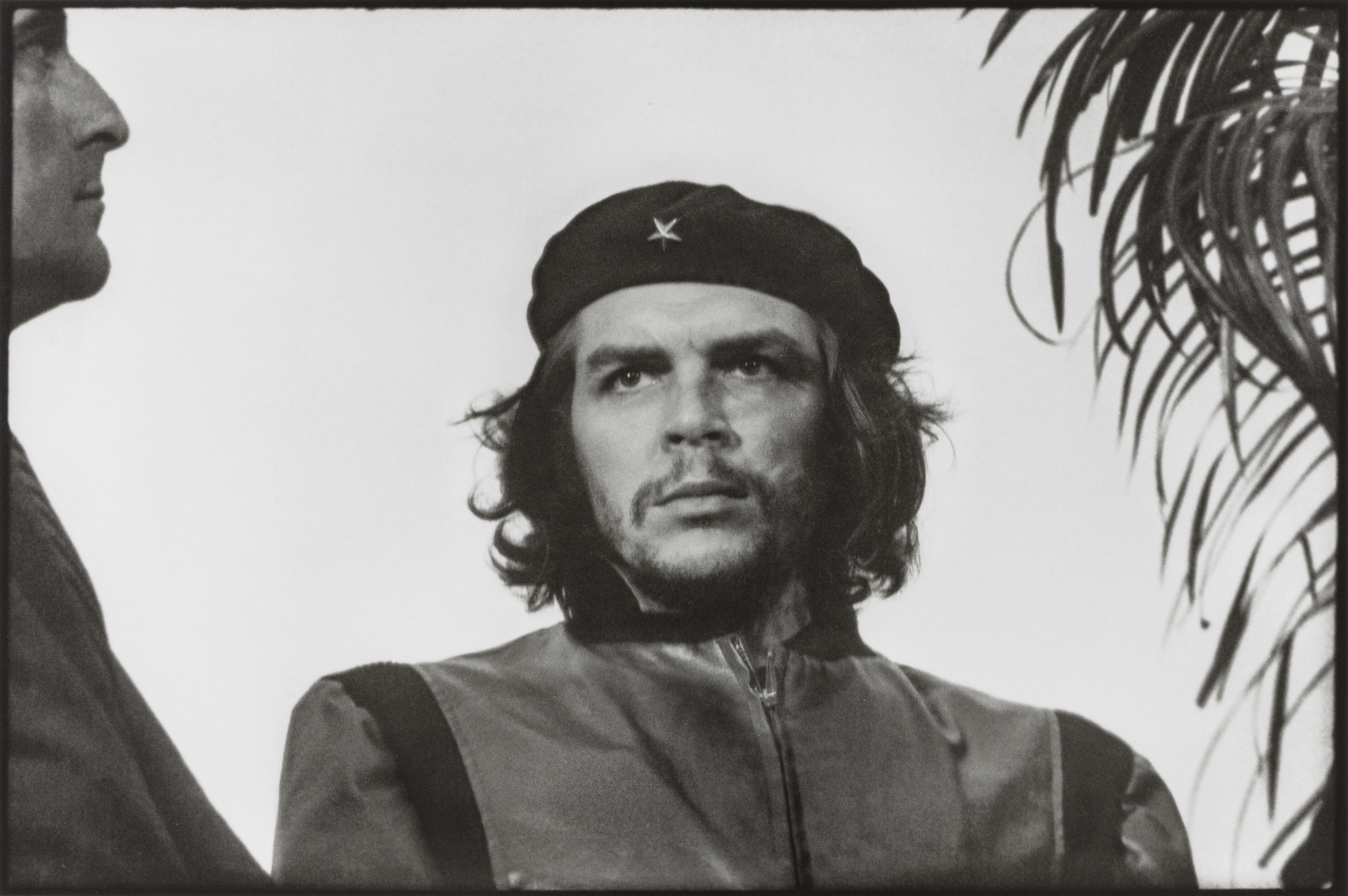
Guerrillero Heroico.

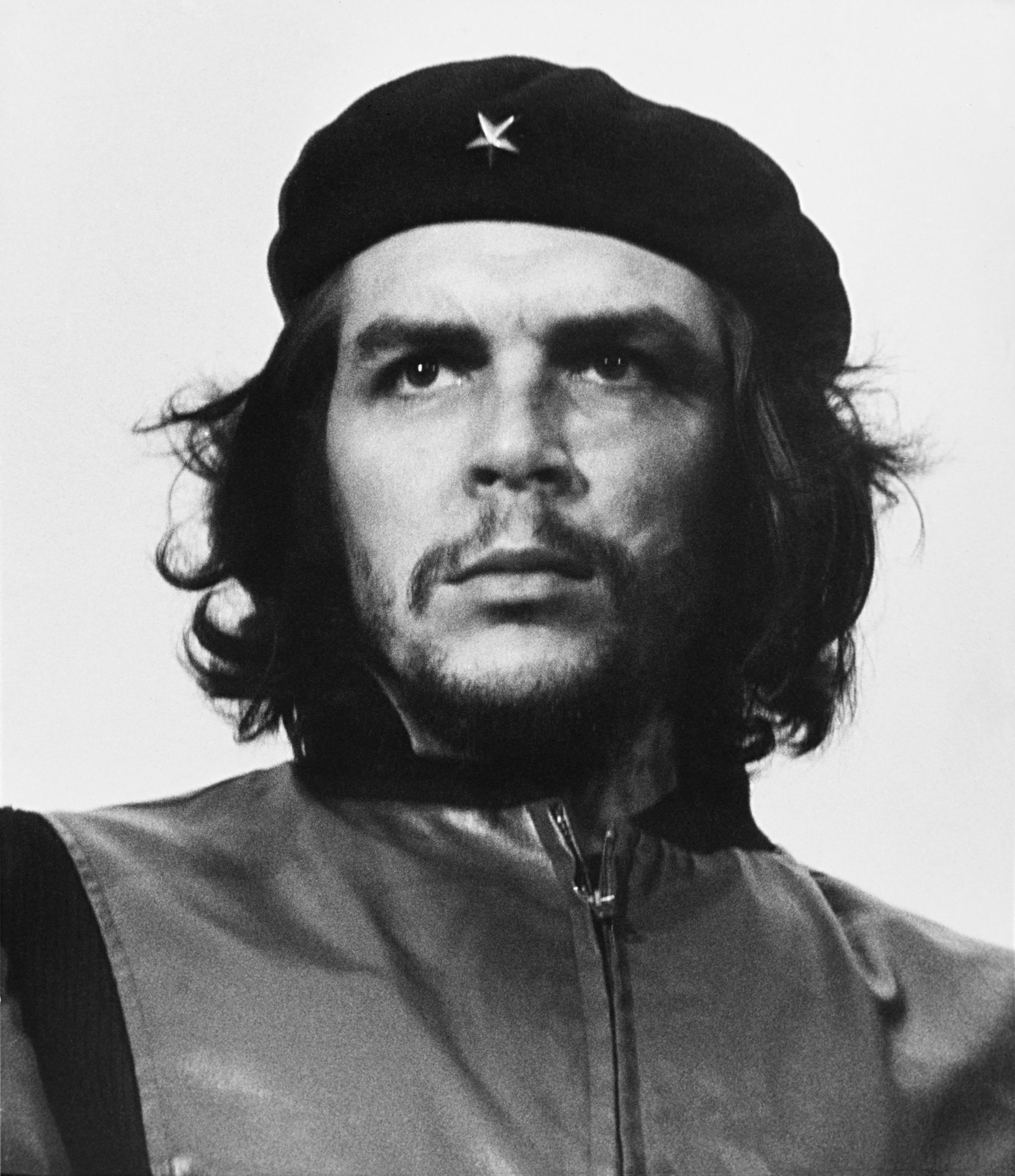
L'image, recadrée et retouchée en augmentant les contrastes, qui servira de base aux reproductions.

Version de Jim Fitzpatrick.

Alberto Korda donne cette photographie à l'éditeur italien Giangiacomo Feltrinelli qui lui fait faire le tour du monde avec des centaines de posters et des couvertures de carnets après la mort du Che en 1967. L'année suivante, Andy Warhol en fait un tableau qui devient une icône artistique et commerciale. Korda, révolutionnaire convaincu, ne toucha pas un centime et ne réclama jamais aucun droit d'auteur jusqu'en 1990, quand la société Smirnoff reprit l'image pour faire la promotion de sa vodka.